# 内山裕貴
内山 裕貴（うちやま ゆうき、1995年5月7日 - ）は、北海道出身の元サッカー選手。現役時代のポジションは、ディフェンダー。

## 来歴

### プロ入り前
コンサドーレ札幌のアカデミーであるジュニアサッカースクール出身の選手。元々前線の選手だったが札幌U-15の監督名塚善寛（当時）にセンターバックにコンバートされると才能が開花。中学2年生次の2009年にはU-14の強化メンバー、オランダで開催される第16回国際ユース大会に参加するU-14Jリーグ選抜メンバーに選ばれる など頭角を現し早くから国際大会を経験する一方、同年末の第21回高円宮杯U-15でチームは準優勝を果たしているが自身の出場は適わなかった。

### コンサドーレ札幌U-18
札幌U-18に昇格後の2011年4月にはモンテギュー国際大会に参加するU-16日本代表に招集され 主力選手として活躍。続く8月には豊田国際ユースサッカー大会に参加するU-16日本代表に招集され この大会でも主力として活躍した。また、同月オランダで開催される2011 RKTVC BVO国際トーナメントに参加するU-16の強化メンバーにも選ばれた。一方、チームにおいては同年のプレミアリーグイーストでは出場機会を得られなかったものの、第19回Jユースカップではベスト8入りに貢献した1人となった。2年生になるとチームでもセンターバックのレギュラーポジションを確保し、2012年の第20回Jユースカップでは優勝に貢献。また、この年はU-17日本代表に主力メンバーとして招集されており、3月にはサニックス杯国際ユースサッカー大会、7月には国際ユースサッカーin新潟に出場した。翌年の2月23日には富士ゼロックス杯のNEXT GENERATION MATCHのU-18Jリーグ選抜に選ばれスタメン出場。この年からはU-20ワールドカップ2015を目指すU-18日本代表候補のトレーニングキャンプにもコンスタントに招集され、7月には中国遠征を経験。8月にはU-18日本代表のメンバーに選出されウズベキスタン遠征を経験。9月にはAFC U-19選手権2014の予選に出場した。12月には翌年1月に開催のU-19ヌティフードカップ2014に参加するU-19日本代表に招集された。

### コンサドーレ札幌
2013年11月4日、前寛之と共に2014シーズンからのトップチームの昇格が発表された。11月20日の天皇杯4回戦甲府戦では背番号36を与えられ、初めて公式戦にサブメンバー入りを果たすも出場機会はなかった。
2015年、シンガポールSリーグのホウガン・ユナイテッドFCへ期限付き移籍。
2016年シーズン限りで契約満了。

### ガイナーレ鳥取
Jリーグ合同トライアウトに参加した後、ガイナーレ鳥取に加入。2019年シーズン終了後、契約満了で鳥取を退団。

### 北海道十勝スカイアース
2020年2月、北海道十勝スカイアースへ加入した。
2024年12月、現役引退を発表した。

## 所属クラブ
ユース経歴
- コンサドーレ札幌ジュニアサッカースクール
- コンサドーレ札幌ユース・U-12（札幌市立北園小学校）
- コンサドーレ札幌ユース・U-15（札幌市立北栄中学校）
- コンサドーレ札幌U-18（北海道札幌新川高等学校）

プロ経歴
- 2014年 - 2016年  コンサドーレ札幌 / 北海道コンサドーレ札幌
  - 2014年  Jリーグ・アンダー22選抜
  - 2015年  ホウガン・ユナイテッドFC（期限付き移籍）
- 2017年 - 2019年  ガイナーレ鳥取
- 2020年 -  北海道十勝スカイアース

## 個人成績
| 国内大会個人成績 | 国内大会個人成績 | 国内大会個人成績 | 国内大会個人成績 | 国内大会個人成績 | 国内大会個人成績 | 国内大会個人成績 | 国内大会個人成績 | 国内大会個人成績 | 国内大会個人成績 | 国内大会個人成績 | 国内大会個人成績 |
| 年度             | クラブ           | 背番号           | リーグ           | リーグ戦         | リーグ戦         | リーグ杯         | リーグ杯         | オープン杯       | オープン杯       | 期間通算         | 期間通算         |
| 年度             | クラブ           | 背番号           | リーグ           | 出場             | 得点             | 出場             | 得点             | 出場             | 得点             | 出場             | 得点             |
| 日本             | 日本             | 日本             | 日本             | リーグ戦         | リーグ戦         | リーグ杯         | リーグ杯         | 天皇杯           | 天皇杯           | 期間通算         | 期間通算         |
| ---------------- | ---------------- | ---------------- | ---------------- | ---------------- | ---------------- | ---------------- | ---------------- | ---------------- | ---------------- | ---------------- | ---------------- |
| 2014             | 札幌             | 37               | J2               | 0                | 0                | -                | -                | 1                | 0                | 1                | 0                |
| 2014             | J-22             | -                | J3               | 11               | 0                | -                | -                | -                | -                | 11               | 0                |
| シンガポール     | シンガポール     | シンガポール     | シンガポール     | リーグ戦         | リーグ戦         | リーグ杯         | リーグ杯         | シンガポール杯   | シンガポール杯   | 期間通算         | 期間通算         |
| 2015             | ホウガンU        | 23               | Sリーグ          | 17               | 2                | 3                | 0                | 1                | 0                | 21               | 2                |
| 日本             | 日本             | 日本             | 日本             | リーグ戦         | リーグ戦         | リーグ杯         | リーグ杯         | 天皇杯           | 天皇杯           | 期間通算         | 期間通算         |
| 2016             | 札幌             | 37               | J2               | 0                | 0                | -                | -                | 1                | 0                | 1                | 0                |
| 2017             | 鳥取             | 3                | J3               | 9                | 0                | -                | -                | 0                | 0                | 9                | 0                |
| 2018             | 鳥取             | 3                | J3               | 17               | 0                | -                | -                | 1                | 0                | 18               | 0                |
| 2019             | 鳥取             | 37               | J3               | 2                | 0                | -                | -                | 2                | 0                | 4                | 0                |
| 2020             | 十勝             | 4                | 北海道           | 2                | 0                | -                | -                | -                | -                | 2                | 0                |
| 2021             | 十勝             | 4                | 北海道           | 0                | 0                | -                | -                | 2                | 0                | 2                | 0                |
| 2022             | 十勝             | 4                | 北海道           | 12               | 0                | -                | -                | -                | -                | 12               | 0                |
| 2023             | 十勝             | 4                | 北海道           | 11               | 1                | -                | -                | -                | -                | 11               | 1                |
| 2024             | 十勝             | 4                | 北海道           | 12               | 2                | -                | -                | 1                | 0                | 13               | 2                |
| 通算             | 日本             | 日本             | J2               | 0                | 0                | -                | -                | 2                | 0                | 2                | 0                |
| 通算             | 日本             | 日本             | J3               | 39               | 0                | -                | -                | 3                | 0                | 42               | 0                |
| 通算             | 日本             | 日本             | 北海道           | 37               | 3                | -                | -                | 3                | 0                | 40               | 3                |
| 通算             | シンガポール     | シンガポール     | Sリーグ          | 17               | 2                | 3                | 0                | 1                | 0                | 21               | 2                |
| 総通算           | 総通算           | 総通算           | 総通算           | 93               | 5                | 3                | 0                | 9                | 0                | 105              | 5                |

- Jリーグ初出場 - 2014年3月23日 J3第3節 グルージャ盛岡戦（盛岡南公園球技場）

## 代表歴
- 2011年 U-16日本代表 - モンテギュー国際大会、第12回豊田国際ユースサッカー大会
- 2012年 U-17日本代表 - サニックス杯国際ユースサッカー大会、国際ユースサッカーin新潟
- 2013年 U-18日本代表 - AFC U-19選手権2014 (予選)
- 2014年 U-19日本代表 - U-19ヌティフードカップ2014